# Scythropiodes unimaculata
Scythropiodes unimaculata är en fjärilsart som beskrevs av Matsumura 1931. Scythropiodes unimaculata ingår i släktet Scythropiodes och familjen Lecithoceridae. Inga underarter finns listade i Catalogue of Life.